# Krattigen

Photo aérienne (1952)

Krattigen est une commune suisse du canton de Berne, située dans l'arrondissement administratif de Frutigen-Bas-Simmental, sur la rive sud du lac de Thoune